# 茨木ショップタウン

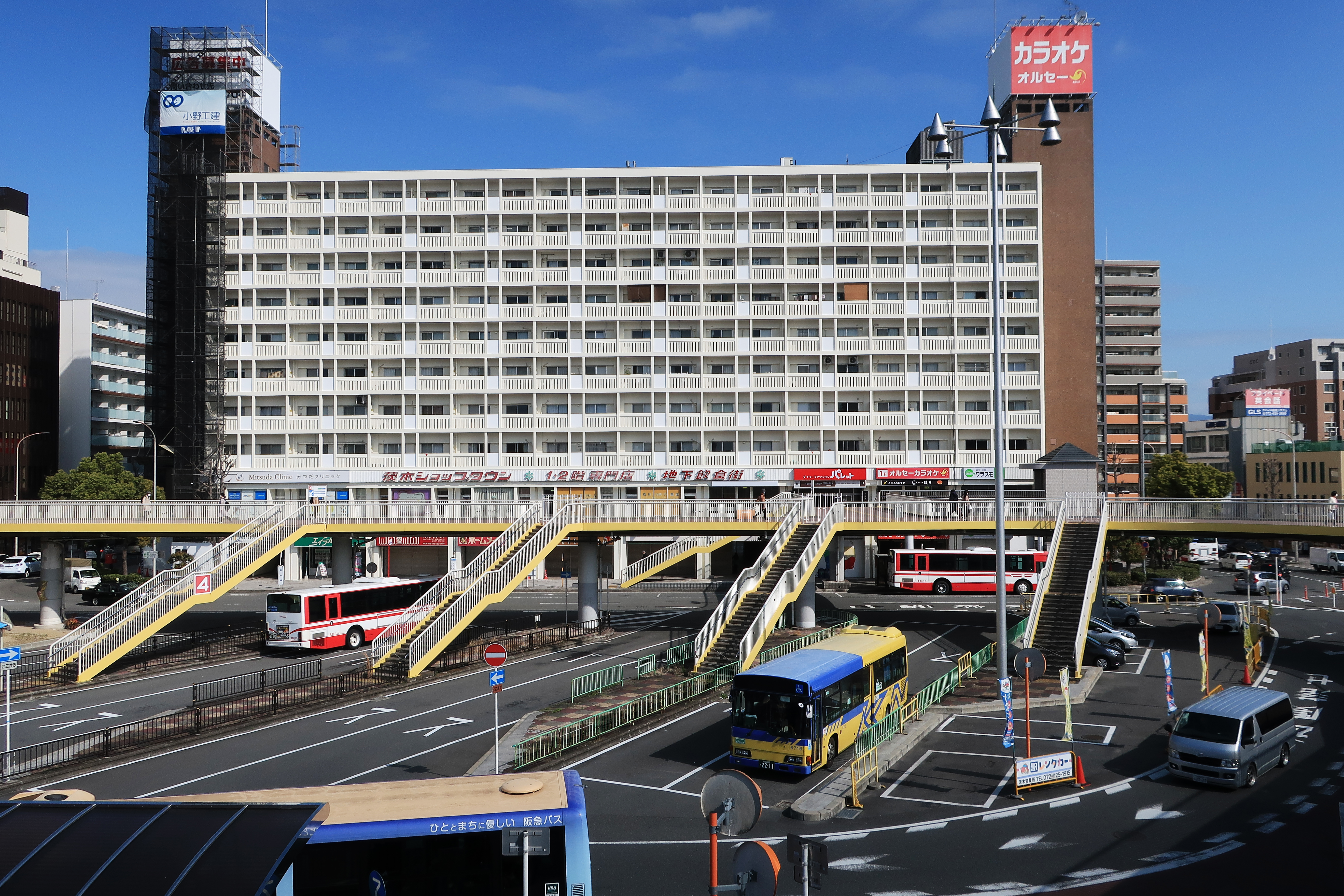
茨木ショップタウン

茨木ショップタウン（いばらきショップタウン）は、大阪府茨木市西駅前町にある商店街（ショッピングセンター）である。茨木駅西口にある茨木駅前ビルの下層階にある。

## 概要
大阪万博会場へのアクセスのために整備された茨木駅西口バスターミナルに面した「茨木駅前ビル」にあり、ペデストリアンデッキで2階が駅と直結する。ただしペデストリアンデッキと2階フロアの間には数段の階段があり、車椅子を利用する場合はペデストリアンデッキからエレベーターでいったん1階に降りて、茨木駅前ビルの業務用エレベータを利用する必要がある。
地上1階・2階・地下1階の物販・サービス・飲食など約60の店舗から構成される。大阪万博にあわせて開業した。
核テナントはイズミヤ茨木店（2020年閉店）。ただし、品揃えはファッションのみで、食料品やリビング用品などは取り扱っていなかった。りそな銀行（旧・大和銀行）茨木西支店も開業当時からの核テナントであったが、2015年（平成27年）3月に近隣のビルに移転した。
1階のバスターミナルに面した南側には2015年現在は不動産仲介業者の店舗が集中しているが、2000年前後は携帯電話ショップが乱立するなど時代の趨勢を反映した店舗が入居していた。
不動産仲介業者が目立つ1階も北側にはイズミヤや食品を取扱う店舗もある。2階にはファッション店舗や100円ショップ、和菓子や昆布などの食品の専門店、歯科医院やリラクゼーションやマッサージなどサービス店舗、地下には飲食など多くの業種の店舗がある。

## 店舗
- 鼓月
- 伏見屋
- meets.（ワッツの運営する100円ショップ）
- エイブル
- ホームメイト
- パレット（衣料品）

## かつて存在した店舗
- ユーハイム
- アサヒ スーパードライ（アサヒビール子会社のアサヒフードクリエイトが運営するビアホール）
- イズミヤ
- fratto（イズミヤ直営の衣料品売り場）
- JOY505

## 商店会
- 茨木ショップタウン会（茨木市商業団体連合会加盟）

## 関連施設
- 駐車場
- 駐輪場
- 公衆トイレ

## 歴史
- 1970年（昭和45年）3月：日本万国博覧会開催に合わせて茨木駅前ビルが竣工。同時に茨木ショップタウンも開業した。